# Вилоу (филм)
Вилоу (енгл. Willow) амерички је фантастични и авантуристички филм из 1988. године у режији Рона Хауарда. Извршни продуценти филма су Џорџ Лукас, а сценариста Боб Долман, по Лукасовој причи. У филму глуме: Ворвик Дејвис, Вал Килмер, Џоана Воли, Џин Марш и Били Барт.
Лукас је осмислио идеју за филм 1972. године, док се Хауарду обратио да режира током постпродукције филма Кокун из 1985. године. Боб Долман је доведен да напише сценарио, осмисливши седам нацрта пре него што је завршио крајем 1986. године. Поставио га је Metro-Goldwyn-Mayer, док је снимање трајало од априла до октобра 1987. године. Већина филма снимљена је у Велсу и Хартфордшир, док је мањи део снимљен у Новом Зеланду. Industrial Light & Magic је заслужан за визуелне ефекте, који су довели до револуционарног продора са технологијом дигиталног морфирања.
Приказиван је од 1988. и добио је помешане критике. Зарадио је 137,6 милиона долара, наспрам буџета од 35 милиона. Иако није био блокбастер који су неки очекивали, донео је профит на основу приноса на међународним биоскопким благајнама и великог прихода на основу домаћег видеа и телевизије. Такође је номинован за два Оскара.
Телевизијску серију по филму приказиваће Disney+ од 2022. године.

## Улоге
| Глумац        | Улога            |
| ------------- | ---------------- |
| Ворвик Дејвис | Вилоу Афгуд      |
| Вал Килмер    | Мадмартиган      |
| Џоана Воли    | Сорша            |
| Џин Марш      | краљица Бавморда |
| Патриша Хејз  | Фин Разијел      |
| Били Барти    | Олдвин           |
| Пет Роуч      | генерал Кајл     |
| Кевин Полак   | Рул              |
| Рик Овертон   | Франџин          |
| Фил Фондакаро | Вонкар           |
| Тони Кокс     | ратник           |